# Myanmar na letních olympijských hrách
Myanmar na letních olympijských hrách startuje od roku 1948. Toto je přehled účastí, medailového zisku a vlajkonošů na dané sportovní události.

## Účast na Letních olympijských hrách
| Dějiště LOH            | LOH      | Vlajkonoš          | Zlatá medaile | Stříbrná medaile | Bronzová medaile | Celkem |
| ---------------------- | -------- | ------------------ | ------------- | ---------------- | ---------------- | ------ |
| 1948 Londýn            | LOH 1948 | nebyl              |               |                  |                  | 0      |
| 1952 Helsinky          | LOH 1952 | nebyl              |               |                  |                  | 0      |
| 1956 Melbourne         | LOH 1956 | nebyl              |               |                  |                  | 0      |
| 1960 Řím               | LOH 1960 | nebyl              |               |                  |                  | 0      |
| 1964 Tokio             | LOH 1964 | nebyl              |               |                  |                  | 0      |
| 1968 Ciudad de México  | LOH 1968 | nebyl              |               |                  |                  | 0      |
| 1972 Mnichov           | LOH 1972 | Win Maung          |               |                  |                  | 0      |
| 1976 Montréal          | 1976     |                    |               |                  |                  | Ne     |
| 1980 Moskva            | LOH 1980 | nebyl              |               |                  |                  | 0      |
| 1984 Los Angeles       | LOH 1984 | Latt Zaw           |               |                  |                  | 0      |
| 1988 Soul              | LOH 1988 | nebyl              |               |                  |                  | 0      |
| 1992 Barcelona         | LOH 1992 | nebyl              |               |                  |                  | 0      |
| 1996 Atlanta           | LOH 1996 | Soe Myint          |               |                  |                  | 0      |
| 2000 Sydney            | LOH 2000 | Maung Maung Nge    |               |                  |                  | 0      |
| 2004 Athény            | LOH 2004 | Hla Win U          |               |                  |                  | 0      |
| 2008 Peking            | LOH 2008 | Phone Myint Tayzar |               |                  |                  | 0      |
| 2012 Londýn            | LOH 2012 | Zaw Win Thet       |               |                  |                  | 0      |
| 2016 Rio de Janeiro    | LOH 2016 | Yan Naing Soe      |               |                  |                  | 0      |
| 2020 Tokio             | LOH 2020 | nikdo              |               |                  |                  | 0      |
| 2024 Paříž             | LOH 2024 |                    |               |                  |                  | x      |
| Celkem                 | 18       |                    | 0             | 0                | 0                | 0      |
| Zdroj na Olympedia.org |          |                    |               |                  |                  |        |